# جامعة بكين جياوتونغ
جامعة بكين جياوتونغ (بالصينية: 北京 交通 大学)، المسماة جامعة جياوتونغ الشمالية سابقًا (بالصينية: 北方交通大学)، هي واحدة من أقدم الجامعات العامة في القارة الصينية. يقع الحرم الجامعي الرئيسي في قرية شانغيوان رقم 3، حي هايديان، بالقرب من شيجيمن في وسط بكين. إحداثيات خطوط الطول والعرض الخاصة بها هي 116.348 درجة شرقا و39.959 درجة شمالا. غالبًا ما يتم اختصار اسم الجامعة من قبل السكان المحليين إلى بيجياودا (بالصينية: 北交大) جياودا هو أحد المشاركين في مشروع 211 التابع لوزارة التعليم، ويصنفها كأفضل جامعة صينية. تعد الجامعة مؤسسة انضباط من الدرجة الأولى بوزارة التعليم الصينية، مع وضع مزدوج من الدرجة الأولى في بعض التخصصات. تعد جامعة بكين جياوتونغ واحدة من الجامعات البحثية البارزة في العالم فيما يتعلق بعلوم وتكنولوجيا النقل. وفقًا لتصنيف شنغهاي لعام 2018 لعلوم وتكنولوجيا النقل، حصلت جامعة بكين جياوتونغ على المركز الأول ثم بعدها جامعة تشينغهوا وذلك على الصعيد العالمي.

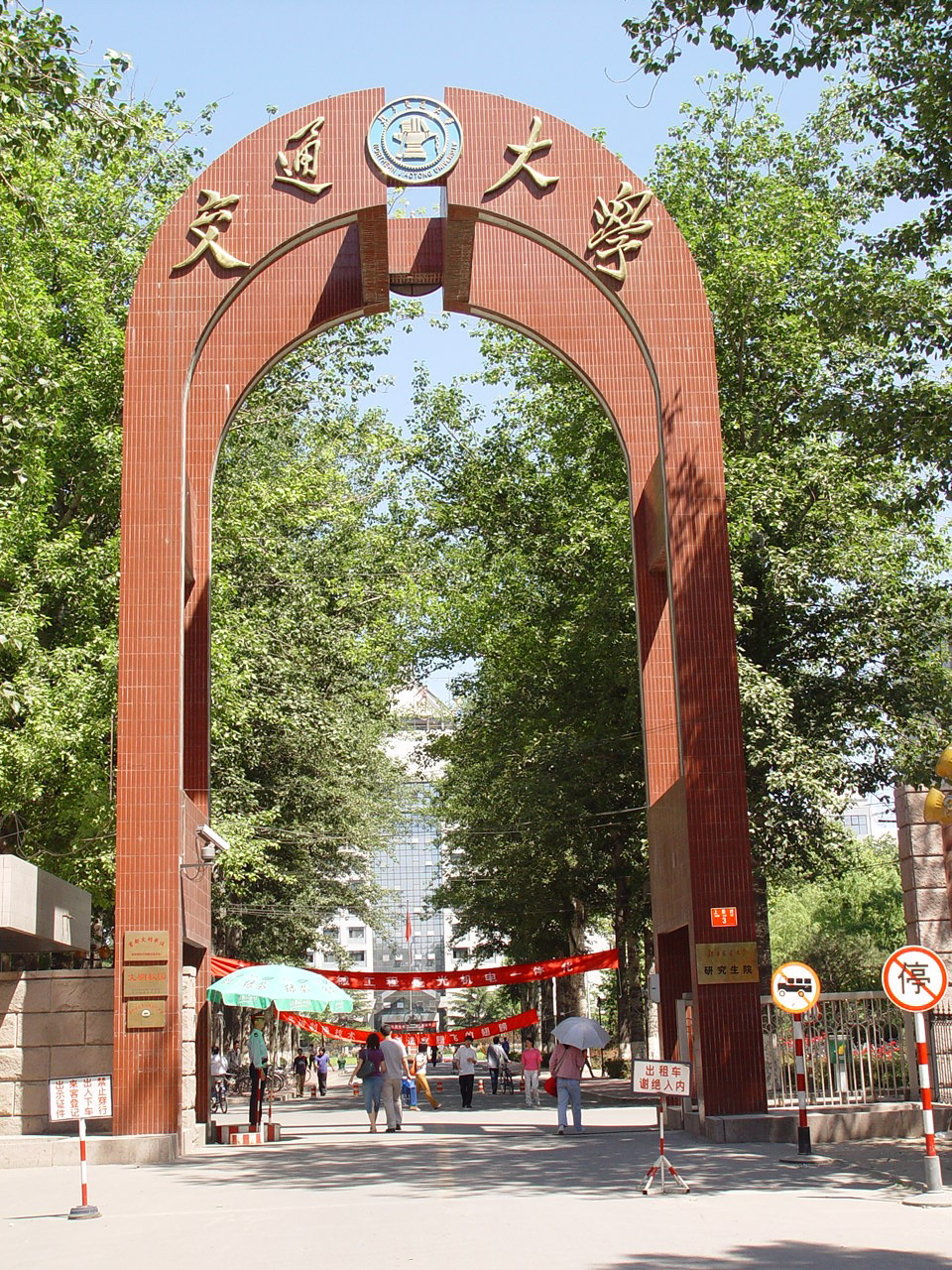
بوابة جياودا الجنوبية.

## تاريخ الجامعة
كانت الجامعة جزءا من الجامعة الوطنية تشياو تونغ. في سبتمبر 1909، أسست إدارة البريد في حكومة تشينغ معهد إدارة السكك الحديدية في بكين. تأسست جمهورية الصين عام 1920، وألحقت بوزارة المواصلات والاتصالات وتغير اسمها إلى «معهد التدريب المروري بوزارة الاتصالات». وفي الوقت نفسه، أضافت بعض الأقسام الدراسية من قبيل الهندسة الكهربائية والبث الكبلي والإذاعي. في عام 1921، اندمجت مع مدرستين تقنيتين في شانغهاي وتانغشان لتشكيل جامعة جياوتونغ، التي كان لها ثلاثة فروع في بكين وشانغهاي وتانغشان، على التوالي، غيرت اسمها إلى جامعة بكين جياوتونغ. في عام 1949 تم تسمية حرم بكين بجامعة جياوتونغ الوطنية، بكين (بالصينية: 中国 交通 大学). في عام 1950، تم تغيير اسم حرم بكين الجامعي إلى جامعة جياوتونغ الشمالية (بالصينية: 北方 交通 大学). في سبتمبر 2003، تم تغيير اسمها مرة أخرى إلى جامعة بكين جياوتونغ (بالصينية: 北京 交通 大学) لتوضيح موقعها. منذ ذلك الحين، تم فصل حرم شانغهاي إلى جامعتين هما الآن جامعة شانغهاي جياوتونغ (بالصينية: 上海 交通 大学) وجامعة شيان جياوتونغ (بالصينية: 西安交通大学). هناك خمس جامعات جياوتونغ في الصين تسمى: جامعة شانغهاي جياوتونغ، وجامعة شيان جياوتونغ، وجامعة بكين جياوتونغ، وجامعة جنوب غرب جياوتونغ، وجامعة جياوتونغ الوطنية. تم إدراج جامعة بكين جياوتونغ في جامعات «مشروع 211» (بالإنجليزية: 211 Project)‏ ومشروع منصات الابتكار 985 (بالإنجليزية: 985 Project Innovation Platform)‏. في عام 2017، دخلت جامعة بكين جياوتونغ في صفوف بناء مزدوج من الدرجة الأولى.

## هوية الجامعة

### شارة المدرسة
- تعبر الدائرة الخارجية ودائرة التروس عن اتحاد المركزي في المعايرة
- خُط اسم المدرسة الصيني بخط ماو تسي تونغ «بيفانغ جامعة جياوتونغ»
- خُط اسم المدرسة الإنجليزي بخط بالك "BEIJING JIAOTONG UNIVERSITY"
- تمثل "1896" سنة تأسيس الجامعة
- السندان المستدير والمطرقة والسلسلة والعتاد يرمزون إلى التصنيع والمنتجات الصناعية؛ الكتب ترمز إلى العلم والمعرفة؛ يرمز الترس إلى الإدارة، مما يعكس أن المدرسة هي جامعة تضم العلوم والهندسة كجزء رئيسي منها.

### شعار المدرسة
طلاب جامعة بكين جياوتونغ: "知 行"

توقيت جامعة جياوتونغ الوطنية: "知 行"

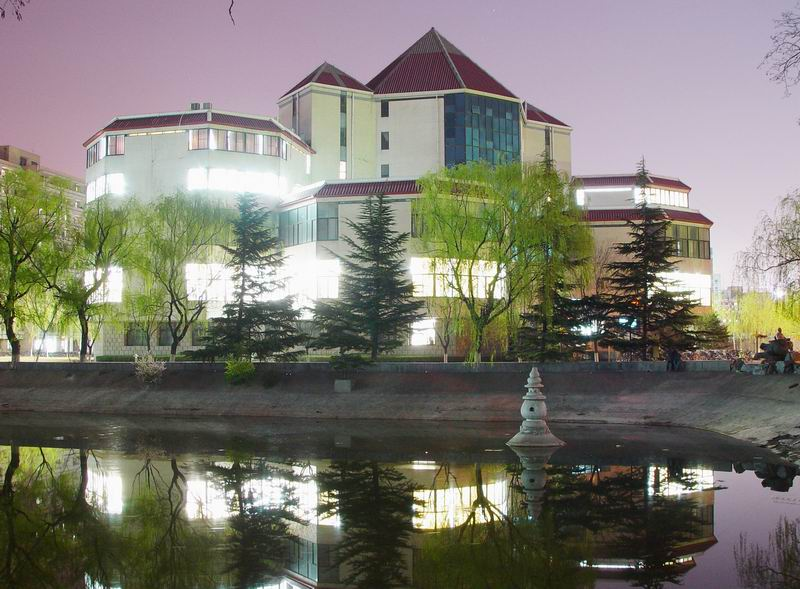
منظر ليلي للمكتبة في الحرم الجامعي الرئيسي لجامعة بكين جياوتونغ

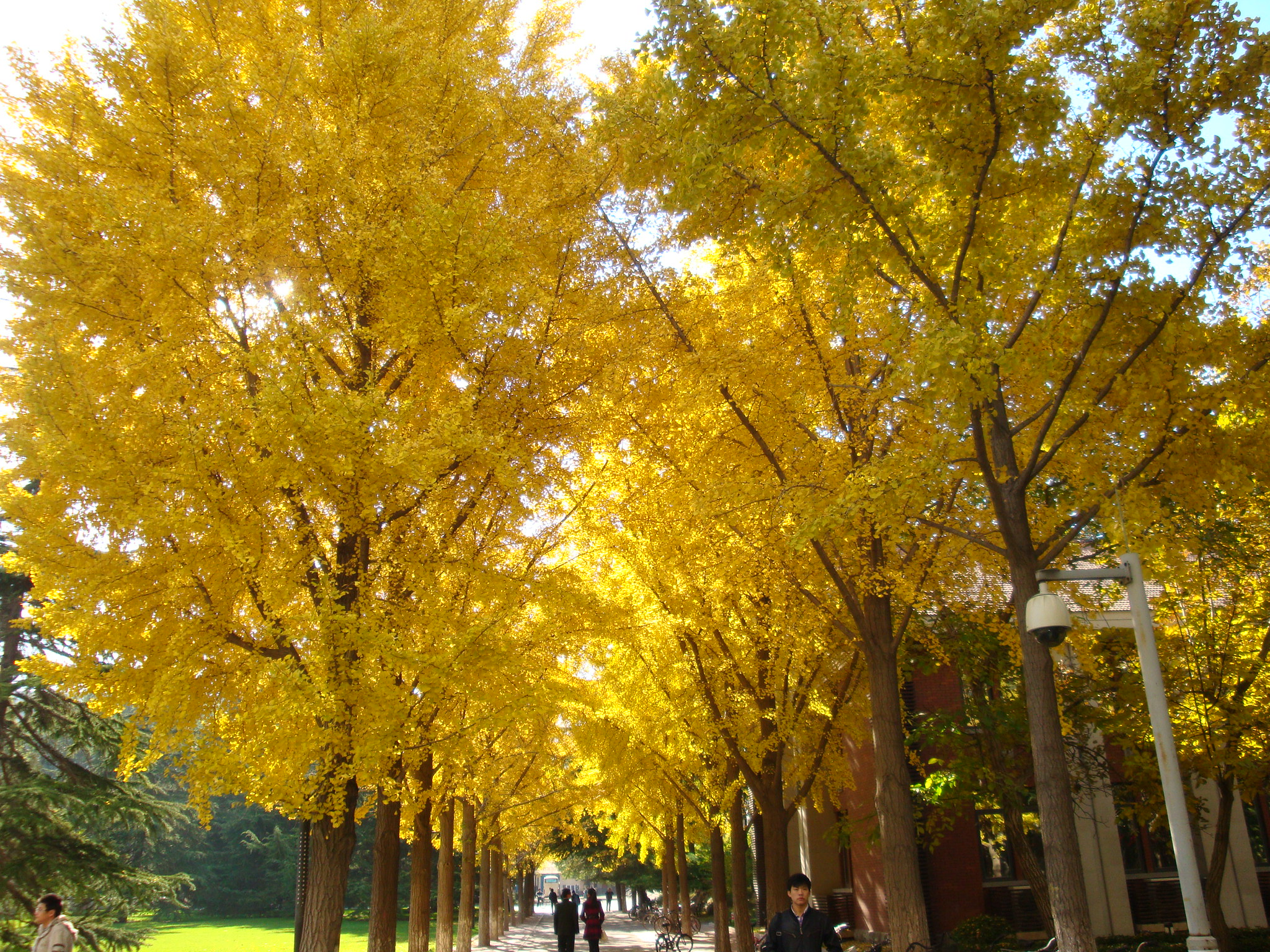
تتحول أشجار الجنكة في الحرم الجامعي إلى اللون الأصفر في عز فصل الخريف. نوفمبر 2010.

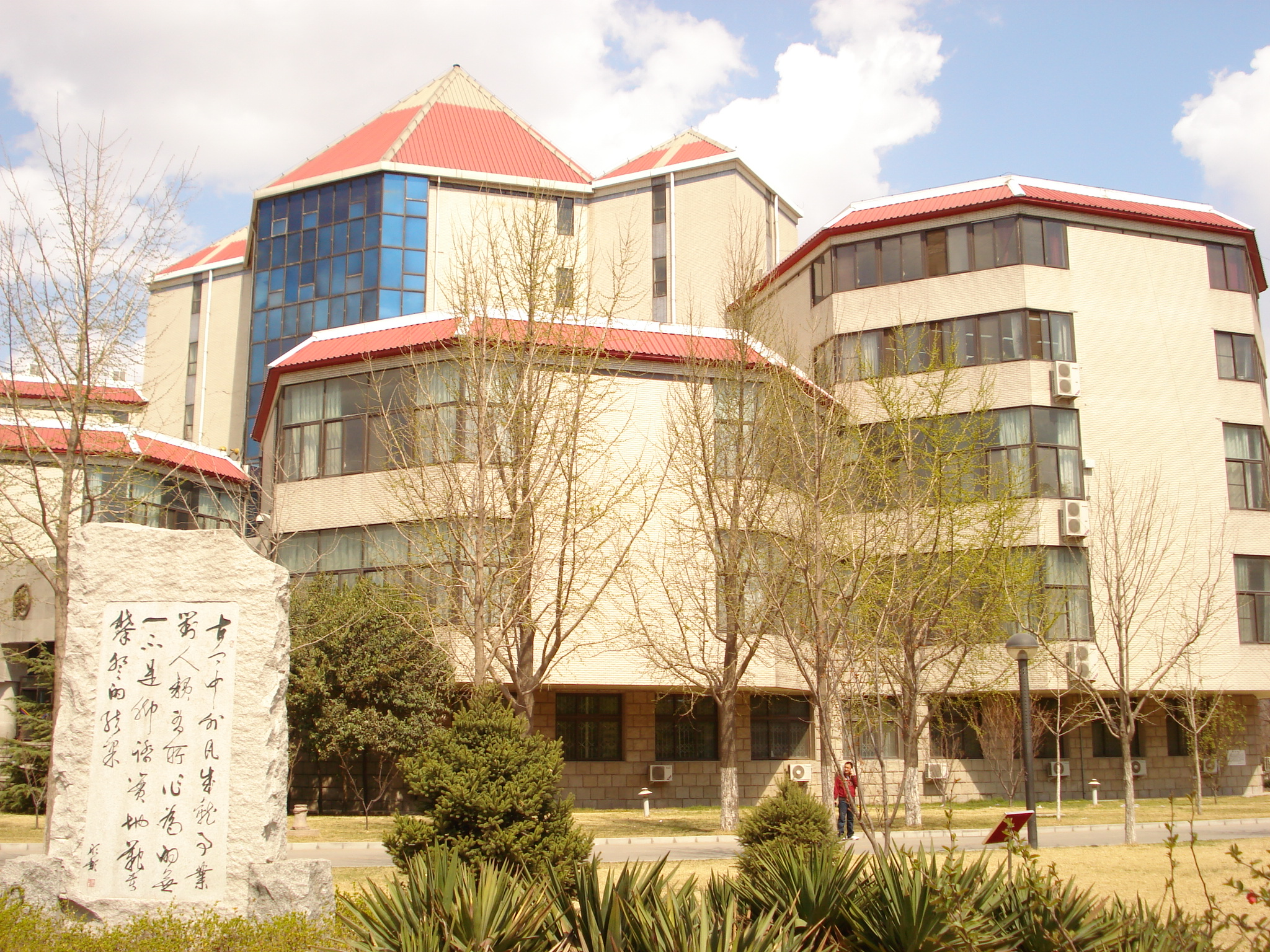
المكتبة اعتبارًا من 2007.

يضم الحرم الجامعي العديد من المعاهد والكليات والمختبرات والمرافق بشتى أنواعها. تحتوي مكتبة الجامعة على أكثر من مليون كتاب، و3000 مجلة صينية وأجنبية، بالإضافة إلى العديد من الوثائق حول الميكروفيلم، والمستندات الصوتية والمرئية على مختلف الوسائط الحديثة.
تشمل مرافق جامعة بكين جياوتونغ برج الإرسال الخاص بها، ومستشفى، وفنادق، ومحطة تلفزيون، ومسبح داخلي وخارجي، وصالة ألعاب رياضية، ومشتل، ومحاكم صورية، ومتحف، ومعرض فني، وخط السكك الحديدية، وملعب.
اعتبارًا من عام 2017، استقبلت الجامعة 25,569 طالبًا بدوام كامل في الحرم الجامعي، منهم 7,527 طالب دراسات عليا يدرسون في برامج الماجستير أو الدكتوراه، و500 طالب دولي، و8,767 طالبًا في برامج المراسلة والمدارس الليلية وبرامج أخرى بدوام كامل.
يوجد في الجامعة 2,844 من أعضاء هيئة التدريس والعلماء، 10 منهم أكاديميون في الأكاديمية الصينية للعلوم والأكاديمية الصينية للهندسة، و286 أستاذًا كاملًا، و588 أستاذًا مشاركًا. تحظى كليات النقل والهندسة والقانون وتكنولوجيا المعلومات والاتصالات بتقدير كبير بشكل خاص.

## البيئة الخارجية
تقع المدرسة في قرية شيجيمن خارج بكين، في شرقها المكتبة الوطنية الصينية، وفي غربها، حديقة حيوان بكين، وقبة بكين السماوية في جنوبها. يوجد حولها وبجوارها: الجامعة المركزية للتمويل والاقتصاد، والجامعة المركزية للقوميات، ومعهد بكين للتكنولوجيا، وجامعة بكين للمعلمين، وجامعة جمهورية الصين الشعبية، وجامعة بكين للبريد والاتصالات السلكية واللاسلكية والعديد من الجامعات الأخرى.

## البيئة الداخلية
تنقسم المدرسة إلى حرمين جامعيين، الحرم الرئيسي والحرم الشرقي. يستخدم الحرم الشرقي بشكل أساسي كمنطقة معيشة وتعليم للطلاب الجدد. في الحرم الجامعي الرئيسي، تقع بحيرة مينغ وحديقة فانغوا في الشرق، بجوار مكتبة الحرم الجامعي الرئيسي لجامعة جياوتونغ. تصطف على جنبات الممر الرئيسي أشجار الجنكة. وعندما تسقط الأوراق في الخريف، يكتسي الحرم الجامعي بأكمله حلة ذهبية وجميلة. لا تزال بعض المباني الصغيرة المبنية من الطوب الأحمر التي تم بناؤها في الحرم الجامعي الرئيسي في الأيام الأولى للجمهورية مستخدمة إلى حدود اليوم، مما يعكس الطراز المعماري الفريد للكلية في تلك الحقبة. تغطي شبكة اللاسلكي جميع المباني التعليمية والمختبرات والمكتبات والمناطق المفتوحة بالمدرسة، والتي تمكن الطلاب من لوصول بسهولة إلى شبكة الحرم الجامعي والإنترنت.
تشمل المباني التعليمية والبحثية الرئيسية للمدرسة ما يلي:
- مبنى سيونغ، مبنى سيونغ السرقي، مبنى سيونغ الغربي؛
- المبنى التعليمي الأول، المبنى التعليمي الثاني، المبنى التعليمي الرابع، المبنى التعليمي الخامس، المبنى التعليمي السابع، المبنى التعليمي الثامن، المبنى التعليمي التاسع، المبنى التعليمي العاشر (مبنى ييفو)، والمبنى السابع عشر؛
- مبنى المختبر الشامل (مبنى الهندسة المدنية)، مبنى الهندسة الكهربائية، مبنى الهندسة الميكانيكية، مبنى الموجة الخفيفة، مبنى المختبرات الميكانيكية، مركز الأنفاق؛
- قاعة العلوم، قاعة الصلاة.

## مهاجع الطلبة
بالنسبة للطلاب الصينيين القادمين من القارة الصينية، فإن المهاجع الجامعية تتكون في الغالب من ستة أسرّة بطابقين. توجد شقة طلاب جياوانغ بجوار البوابة الجنوبية للحرم الجامعي الرئيسي وهي الدفعة الأولى من شقق الطلاب من الدرجة الأولى التي بنتها المدرسة (وأيضًا شقة الطلاب الأولى مع حمام منفصل في كل مهجع)، والتي يمكن أن تستوعب أكثر من 4,000 شخص. يعيش الطلاب الوافدين من خارج البر الرئيسي للصين بشكل أساسي في شقة في المجمع سين في جياوانغ، وينام طلاب الدراسات العليا في غرفة رباعية. بالإضافة إلى ذلك، يوجد أيضًا فندق «بستان هونغ» في المدرسة وهو مخصص لاستقبال الضيوف.

## الأندية والأنشطة الطلابية
تضم جامعة بكين جياوتونغ عددًا كبيرًا من الأندية والمنظمات الطلابية، وتقود النوادي الطلابية لجنة رابطة الشباب ولجنة رابطة شباب الكلية. تشمل المنظمات المجتمعية الحالية للمدرسة اتحاد طلاب جامعة بكين جياوتونغ، ورابطة علوم وتكنولوجيا طلاب جامعة بكين جياوتونغ، ورابطة أبحاث جامعة بكين جياوتونغ، وجمعية زيشينغ لبحوث التعلم المميزة، واتحاد طلاب جامعة بكين جياوتونغ، وغيرها.
فريق كرة الريشة بالمدرسة قوي وقد فاز ببطولة دورة الألعاب الأولمبية (تيان تشينغ)،  وأربع بطولات تنس الريشة للطلاب الجامعيين العالميين، و12 بطولة إقليمية دولية لتنس الريشة في الألعاب الجامعية، و39 بطولة وطنية لتنس الريشة لطلاب الجامعات.

## الإدارة
يشتمل الهيكل التنظيمي للمدرسة على مكتب المدرسة، ومبنى إدارة التنظيم، ومبنى إدارة الدعاية، ومينى إدارة الجبهة المتحدة، ولجنة فحص الانضباط، وإدارة الإشراف، وإدارة العمل الطلابي (الإدارة المسلحة)، ولجنة رابطة الشباب، والنقابات العمالية، ومكتب الشؤون الأكاديمية، والعلوم والتكنولوجيا المكتب، كلية الدراسات العليا، مركز إدارة المساعدات المالية للطلاب، مكتب التجارب ومكتب إدارة المعدات، ومكتب شؤون الموظفين، ومكتب المحاسبة والمالية، ومكتب التبادل والتعاون الدولي، ومكتب القبول والتوظيف، ومكتب البنية التحتية والتخطيط، ومكتب التدقيق، ومكتب إدارة العقارات، ومكتب الأمن، ومكتب الإدارة اللوجستية، ومجموعة صناعة الخدمات اللوجستية، ومكتب العمل المتقاعد (القسم)، ومكتب الاتصال والتعاون الدولي، وقسم الرياضة، ومركز المعلومات، والمستشفى المدرسي، وشركة إدارة الأصول المحدودة، ومكتب إستراتيجية التنمية والتخطيط، ومكتب بناء الحرم الجامعي، ومركز التبادل التعليمي الدولي 

## الكليات
إجمالاً، تضم الجامعة 22 معهدًا ومركزًا بحثيًا، و39 مختبراً يضم مختبر محاكاة نظام النقل مختبر أتمتة النقل، ويعد الأفضل من نوعه في الصين.
| معهد هندسة المعلومات الإلكترونية | كلية الحاسبات وتقنية المعلومات | كلية الاقتصاد والإدارة | مدرسة النقل | كلية الهندسة المدنية والعمارة |
| --- | --- | --- | --- | --- |
| - قسم هندسة المعلومات والاتصالات - قسم هندسة التحكم الآلي - الهندسة الإلكترونية - معهد تكنولوجيا Lightwave - قاعدة التدريس الوطنية الكهربائية والإلكترونية | - قسم علوم الحاسوب - قسم هندسة الحاسوب - قسم الهندسة الطبية الحيوية - قسم أمن المعلومات - معهد علوم المعلومات - مركز بحوث إدارة الشبكة - معمل الحاسوب الشامل - قاعدة تعليم الحاسوب الأساسية - معهد الحوسبة المتقدمة | - قسم الاقتصاد - المحاسبة - قسم إدارة الأعمال - قسم الإدارة اللوجستية - قسم إدارة المعلومات - قسم إدارة السياحة - قسم الإدارة الهندسية - قسم الإدارة العامة - دائرة المالية - كلية الصين أستراليا للأعمال - مركز تعليم الشهادات المهنية - مركز أبحاث دمج وإعادة تنظيم المؤسسات الصينية - مركز أبحاث القدرة التنافسية الصينية - مركز أبحاث الأمن الصناعي الصيني - معهد نظرية وسياسة النقل الاقتصادية - معهد استراتيجية التنمية - معهد اقتصاديات العمل وإدارة الموارد البشرية - معهد الخدمات اللوجستية ذات القيمة المضافة | - قسم هندسة إدارة النقل - قسم هندسة المرور - قسم هندسة إدارة المعلومات المرورية - قسم النقل الحضري بالسكك الحديدية - معهد هندسة النظم والتحكم - معهد علوم النظام - المركز الوطني لعرض التدريس في النقل - المختبر الرئيسي لعلوم وتكنولوجيا نظام مجمع النقل الحضري | - قسم هندسة الطرق والسكك الحديدية - قسم هندسة الجسور - قسم هندسة الأنفاق وتحت الأرض - قسم هندسة التشييد - قسم الهندسة الجيوتقنية - قسم الهندسة البلدية والبيئية - قسم الميكانيكا - مركز تجارب الهندسة المدنية - مركز أبحاث اختبار هندسة الأنفاق وتحت الأرض - مركز أبحاث النقل بالسكك الحديدية في المناطق الحضرية - معهد المسح والتصميم والبحوث - معهد النقل والهندسة البيئية |

| كلية هندسة التحكم الميكانيكي والإلكتروني | كلية الهندسة الكهربائية | كلية العلوم | كلية العلوم الإنسانية والاجتماعية (مدرسة الماركسية) | مدرسة اللغة والتواصل |
| --- | --- | --- | --- | --- |
| - مهندس ميكانيكى - قسم هندسة التفتيش والتحكم - قسم هندسة الطاقة والطاقة - قسم هندسة مركبات السكك الحديدية - مركز بحوث علوم وهندسة المواد - مركز تدريب هندسي - مركز تجارب الهندسة الميكانيكية | - قسم هندسة القيادة والتحكم الكهربائي - قسم الهندسة الكهربائية - مركز التجارب الكهربائية - قاعدة التدريس الوطنية الكهربائية والإلكترونية - معهد أبحاث الطاقة الجديدة - معهد أبحاث إلكترونيات القوى (الجر الكهربائي) - معهد الآلات الكهربائية والأجهزة الكهربائية - معهد التكنولوجيا فائقة التوصيل - معهد بحوث قوة الجر | - قسم الرياضيات - قسم الفيزياء - قسم الكيمياء - معهد الإلكترونيات الضوئية - معهد علوم الحياة والهندسة الحيوية - معهد بحوث تكنولوجيا الليزر - معهد علوم وتكنولوجيا المعلومات البصرية - معهد تكنولوجيا اختبار الإلكترونيات الضوئية - معهد بحوث الطاقة الشمسية - معهد بحوث العمليات - معهد البيانات وتكنولوجيا المعلومات - معهد الرياضيات المالية والهندسة المالية - معهد الفيزياء النظرية والحاسوبية - معهد التطبيقات الرياضية والنمذجة - معهد مواد وتطبيقات مايكرو نانو | - قسم التدريس والبحوث الماركسية - مركز التربية الثقافية - معهد التربية الأيديولوجية والسياسية - معهد الماركسية التنينية - معهد الفلسفة الماركسية - معهد تاريخ التنمية الماركسية - معهد الماركسية الأجنبية - معهد فلسفة العلوم والتكنولوجيا - معهد النظام النظري للاشتراكية ذات الخصائص الصينية - مركز أبحاث علم الصين والثقافة التقليدية الصينية | - قسم اللغة الإنجليزية وآدابها - قسم اللغات والآداب الأوروبية الآسيوية - قسم الاتصال - قسم تدريس اللغة الإنجليزية بالكلية - قسم تدريس اللغة الإنجليزية للخريجين - ماجستير في الترجمة (MTI) مركز التعليم - مركز إعلام اللغات الأجنبية |

| كلية البرمجيات                                                                          | الأكاديمية السرية الوطنية                   | مدرسة القانون | مدرسة العمارة والفنون | كليات أخرى |
| --------------------------------------------------------------------------------------- | ------------------------------------------- | --- | --- | --- |
| - قسم هندسة البرمجيات - مركز بحوث هندسة البرمجيات - مركز تدريس هندسة البرمجيات التجريبي | - قسم التكنولوجيا السرية - قسم إدارة السرية | - قسم القانون النظري - قسم القانون العام - قسم القانون الاقتصادي المدني والتجاري - قسم القانون الدولي - مركز تدريس الممارسة القانونية - معهد قانون السرية - معهد قانون النقل - معهد العلوم والتكنولوجيا القانون - معهد القانون المقارن والثقافة القانونية - مركز بحوث قانون العمل والاقتصاد - مركز بحوث القضاء | - قسم العمارة - قسم التخطيط العمراني - قسم الإعلام وفنون التصميم - معهد التخطيط والتصميم العمراني - معهد التراث المعماري والمناظر الطبيعية - معهد المدينة البيئية والمباني الخضراء - معهد النقل بالسكك الحديدية والتصميم الحضري - مركز بحوث بيئة البناء والحفاظ على الطاقة | - معهد البحوث اللوجستية - معهد شنتشن للبحوث - مدرسة التعليم عن بعد والتعليم المستمر - كلية يانجياو المهنية والتقنية - كلية تشينغي المهنية والتقنية - كلية ووترفرونت |

يعمل بالجامعة 286 أستاذًا و588 أستاذًا مشاركًا في المدرسة. 63 بالمائة من المعلمين حاصلون على درجة الدكتوراه، و90.2 بالمائة من الأساتذة المشاركين حاصلون على درجة الماجستير أو أعلى. هناك أربعة أكاديميين من الأكاديمية الصينية للعلوم، وتسعة أكاديميين من الأكاديمية الصينية للهندسة، وخمسة مدرسين على المستوى الوطني، وأربعة أعضاء في لجنة الدرجات الأكاديمية بمجلس الدولة، وخمسة "973" من كبار العلماء، وسبعة "تشانغجيانغ" العلماء "أساتذة متميزون. هناك سبعة أشخاص في" مشروع الملايين من المواهب "، وأربعة من" المرشحين الوطنيين لمشروع مواهب القرن الجديد "، و 162 خبيرًا يتمتعون بمخصصات حكومية خاصة.
- الأكاديميون في الأكاديمية الصينية للعلوم: جو جورونغ، وجيان شويشنغ، وياو جواكوانغ، وما شيمنغ
- الاكاديميين من الاكاديمية الصينية للهندسة: وانغ منغشو، وشو شوبو، وتسنغ غوانغشانغ، وليو يومي، وهونغ تاو، وتشن زينان، وشي تشونغ، ونغ يو تشينغ، ونينغ بن
- 973 عالم سامي: وجانغ هونغ، وجاو زييو، وجانمغ دينغلي، وينغ يوكن، ويوان داجنغ
- علماء تشانغجيانغ الأساتذة المتميزون: هوانغ وي بينغ، يو لي، وو جيان بينغ، وانغ يو شنغ، جاو زيو، وانغ جون هونغ، يانغ كينغشان، تشاو ياو

الجامعة عضو في تحالف جامعات بكين للعلوم والتكنولوجيا. وفقًا للموقع الرسمي للجامعة في يوليو 2018، أقامت الجامعة علاقات تعاون مع 235 جامعة ومؤسسة متعددة الجنسيات شهيرة في 45 دولة بما في ذلك الولايات المتحدة وبريطانيا وألمانيا وفرنسا. تم إنشاء معاهد كونفوشيوس في لوفين (بلجيكا) وهيوستن (الولايات المتحدة) وكامبيناس (البرازيل) لنشر الثقافة الصينية بنشاط. في عام 2017، انضمت المدرسة رسميًا إلى منظمة التعاون الدولي للسكك الحديدية، والتي عززت تأثير المدرسة وصوتها في مجال السكك الحديدية الدولي. وضع الانضمام إلى رابطة الكليات والجامعات في الصين أساسًا متينًا للجامعة لتوسيع تعاونها وتبادلاتها مع دول وسط وشرق أوروبا (التعليم). استضافة حوار «حزام واحد وطريق واحد» للتدريب على تعليم النقل بالسكك الحديدية بين المدارس والمؤسسات، والاجتماع السنوي لتحالف تدريب تعليم النقل بالسكك الحديدية بين الصين وآسيا. وقع اتفاقية تعاون مع جامعة جياوتونغ الروسية لعقد كلية شان تيانغو بشكل مشترك؛ وقعت الصين وإندونيسيا اتفاقية تعاون بشأن البناء المشترك لمركز أبحاث للسكك الحديدية عالية السرعة بين الصين وإندونيسيا مع معهد باندونغ للتكنولوجيا الإندونيسي. جامعة بكين جياوتونغ هي واحدة من أقدم الجامعات التي سمحت لها الحكومة الصينية بتسجيل الطلاب الأجانب. منذ أن استقبلت BJTU أكثر من 3000 طالب أجنبي وعلماء زائر من ما يصل إلى 71 دولة ومنطقة في آسيا وإفريقيا وأوروبا وأمريكا الشمالية، إلخ. وقعت جامعة بكين جياوتونغ اتفاقيات مع جامعات في الولايات المتحدة وفرنسا والمملكة المتحدة وألمانيا وسويسرا وسنغافورة واليابان وأستراليا وغيرها. الرئيس الأمريكي باراك أوباما عرج على جياودا في زيارة دولة لبكين.

## مشروع «دخول الصين»
«دخول الصين» هو برنامج لتبادل الطلاب الدوليين تنظمه جامعة بكين جياوتونغ ومركز الصين لتنمية المرأة والطفل.
يهدف المشروع إلى تعزيز التبادل التعليمي والثقافي الدولي، وتعزيز الثقافة الصينية، وتعزيز التبادلات والتعاون بين الطلاب الصينيين والأجانب. يتم تنظيم البرنامج بشكل مشترك من قبل جامعة بكين جياوتونغ ومركز الصين لتنمية المرأة والطفل من أجل تقديم خدمات تعليمية شاملة للطلاب الدوليين.
في عام 2007، عينت جامعة بكين جياوتونغ Studypath كشريك تقني استراتيجي للتنسيق والاتصال مع الطلاب والوكالات للتسجيل في المشروع. الخدمة عبر الإنترنت هي «مسار دراسة تكنولوجي» متاح في جميع أنحاء العالم يدعم برنامج التبادل، قبل وبعد وصول الطلاب إلى الصين. لا تزال Beijing Jiaoda تتعاون على مستوى ما مع شقيقتها، جامعة Shanghai Jiaotong، حيث يتمكن طلاب الأعمال والاقتصاد من تغيير الحرم الجامعي.
احتلت الجامعة في تصنيف كواكواريلي سيموندس للجامعات العالمية 801-1000 لعام 2022.
|      | كواكواريلي سيموندس - الصعيد العالمي | كواكواريلي سيموندس - آسيا |
| ---- | ----------------------------------- | ------------------------- |
| 2017 | 701+                                |                           |
| 2018 | 701-750                             | 118                       |
| 2019 | 751-800                             | 139                       |
| 2020 | 701-750                             | 133                       |
| 2021 | 751-800                             | 153                       |
| 2022 | 801-1000                            | 156                       |

## أبرز الخريجين
في المائة عام الماضية، نجحت جامعة بكين جياوتونغ في تنمية عدد كبير من المواهب، وأصبح بعضهم قادة في مختلف المجالات.

### مجال التعليم
- جين جينغدوو، وهو مدافع نشط عن حركة الرابع من مايو وحركة الثقافة الجديدة، وكاتب صيني، وناقد أدبي، ونائب وزير وزارة الثقافة في جمهورية الصين الشعبية.
- قو شيوين، رئيس جامعة هونان
- دو لين، رئيس جامعة بكين لتكنولوجيا المعلومات.[22]

### مجال العلوم
في مجال العلوم نجد:
- ليو هان، مؤسس أول محطة إذاعية في الصين، «أبو الإذاعة الصينية»
- جين شيشوان، رائد ومؤسس نظام النقل بالسكك الحديدية في الصين، وخبير النقل بالسكك الحديدية.
- يانغ رومي، أحد أقدم «المحاسبين الأربعة الكبار» في الصين.
- ليو هان، مؤسس أول محطة إذاعية لاسلكية في الصين،
- وانغ شيتشنغ، مبتكر أعمال إشارات السكك الحديدية «جهاز التشابك المركزي».
- يينغ شانغكاي، مصمم أول قاطرة بخارية في الصين.

وبالإضافة إلى ذلك، هناك الأكاديميين من الأكاديمية الصينية للعلوم:
- هوانغ هونغجيا، جيان شويشنغ، وقاو يوشنغ،
- وأكاديميون من الأكاديمية الصينية للهندسة:
- ليانغ جين تساي، وانغ منغشو، شو شويووغيرهم؛ دو شييو، مطور النموذج الأولي للمرشح الرقمي، والإطار النظري لمعالجة المعلومات السمعية والبصرية للوسائط المتعددة والتجارب ومنشئ المنصة يوان باوزونغ.
- ووانغ شيشي، مطور أول «نظام حماية القطار من السرعة الزائدة»، جانغ هونكي، مطور بروتوكول الإنترنت (الإصدار السادس) مجاني بدون حقوق الملكية.[23]

### مجال السياسة
ممن تخرجوا من الجامعة ووضعوا بصمتهم في مجال السياسة نجد:
- تشانغ تشونغ، نائب مدير منظمة الكومينتانغ المركزية.
- تشنغ كيجي، نائب رئيس اللجنة الدائمة لمجلس الشعب الوطني.
- ولي سينماو، وزير السكك الحديدية في جمهورية الصين الشعبية.
- تو يوروي، كبير المهندسين بوزارة السكك الحديدية في جمهورية الصين الشعبية جمهورية الصين الشعبية، وسكرتير المجموعة القيادية للحزب في بنك التنمية الصيني، ونائب الرئيس.
- هوانغ، رئيس اتحاد السكك الحديدية لعموم الصين في سيتشوان.
- لي يونغهاي، سكرتير اتحاد نقابات العمال.
- سون أنمين، نائب عمدة بكين.
- فنغ مينغ، نائب حاكم هاينان.
- هو هايفنغ، سكرتير الحزب الشيوعي.
- وو تشانغيوان، نائب مدير المجلس الوطني لنواب الشعب الصيني الدائم.

### مجال التجارة والأعمال
- مو رويو، رئيس مجلس الإدارة والمدير العام لشركة Singapore Huanmei Furniture Company.
- ولي جيبينغ، كبير الاقتصاديين السابق لمجموعة China Unicom Group وكبير الاقتصاديين الحالي في UTStarcom.
- لي هيجنغ، رئيس Huarui Group، و Watchdata Systems Co. Ltd.

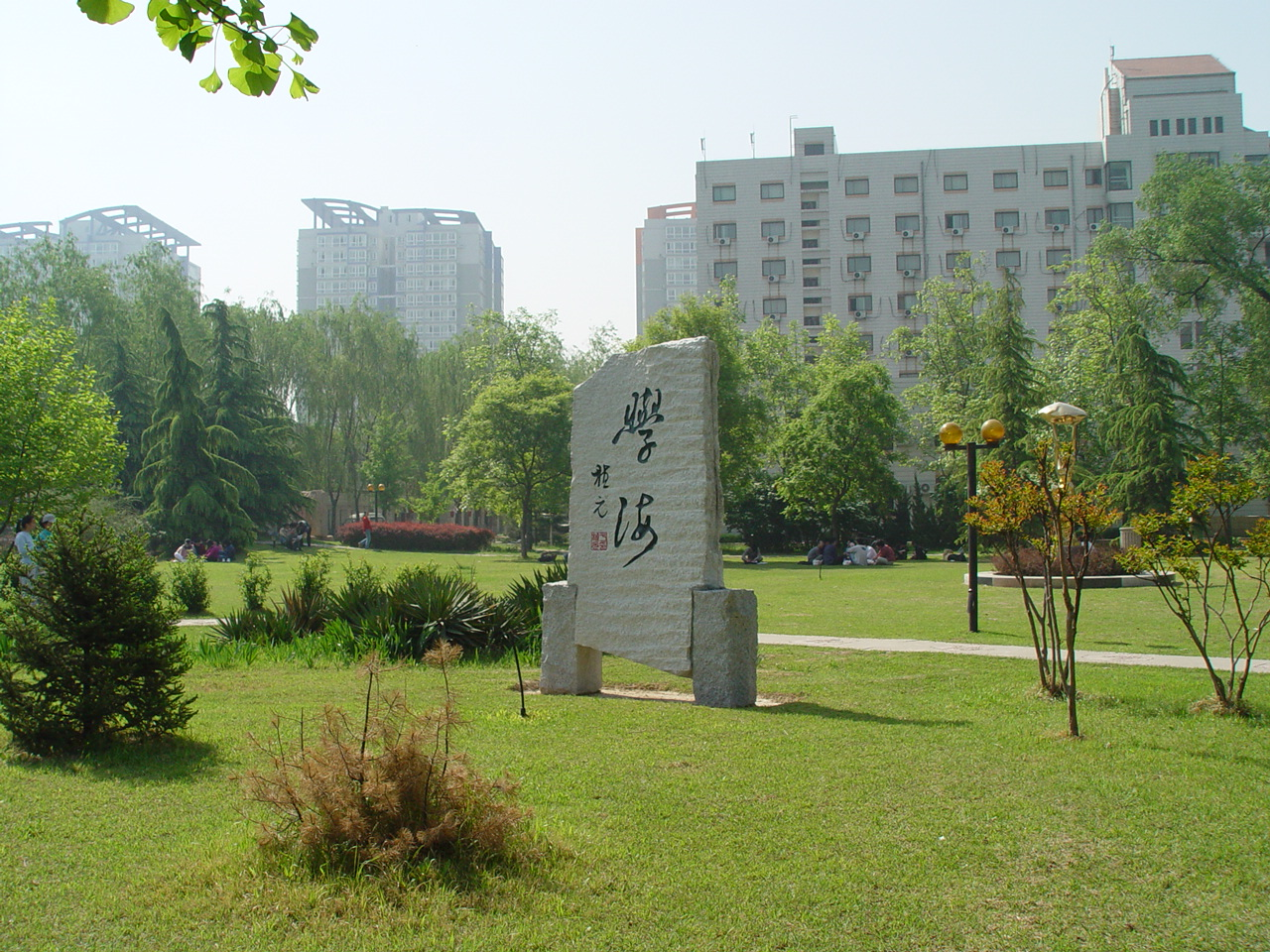
حديقة فونغشوا
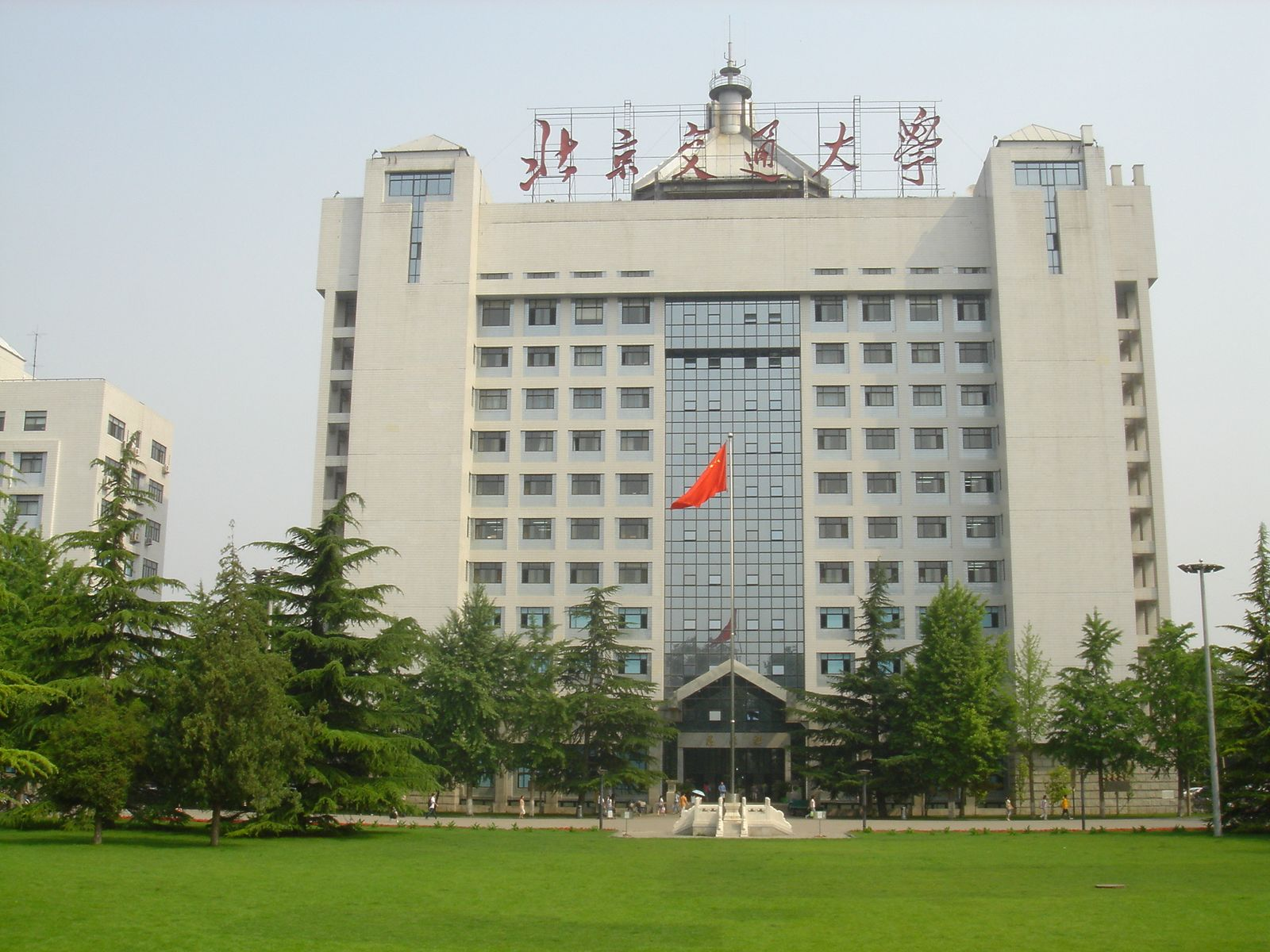
مبنى سيوان
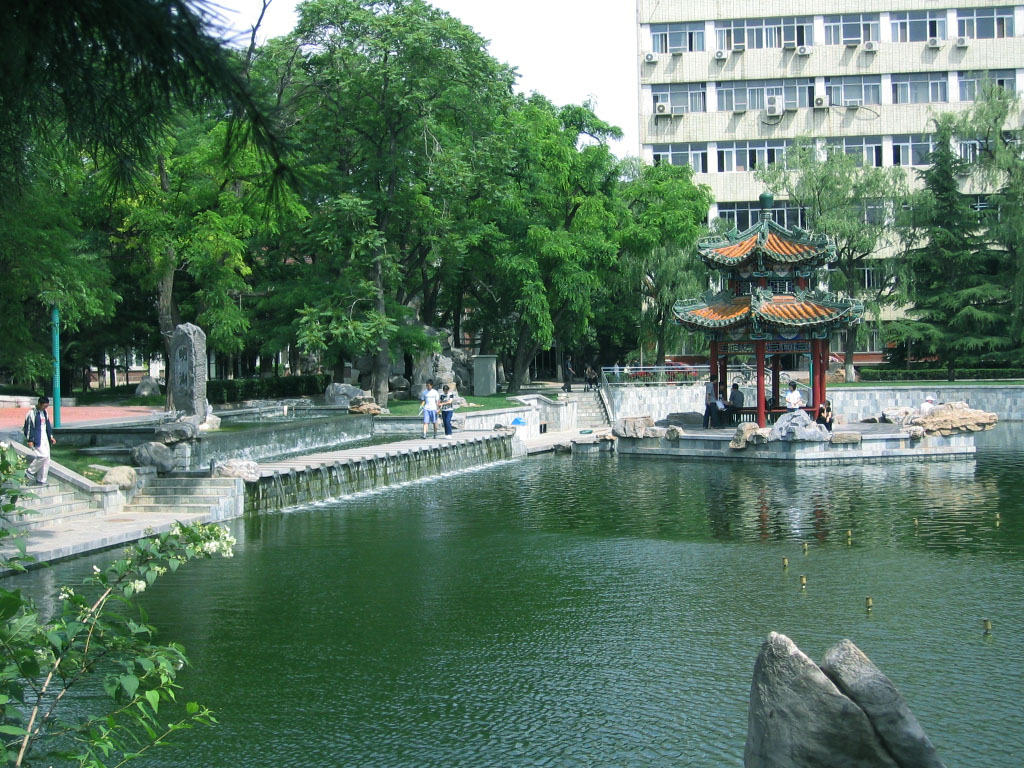
بحيرة مينغ
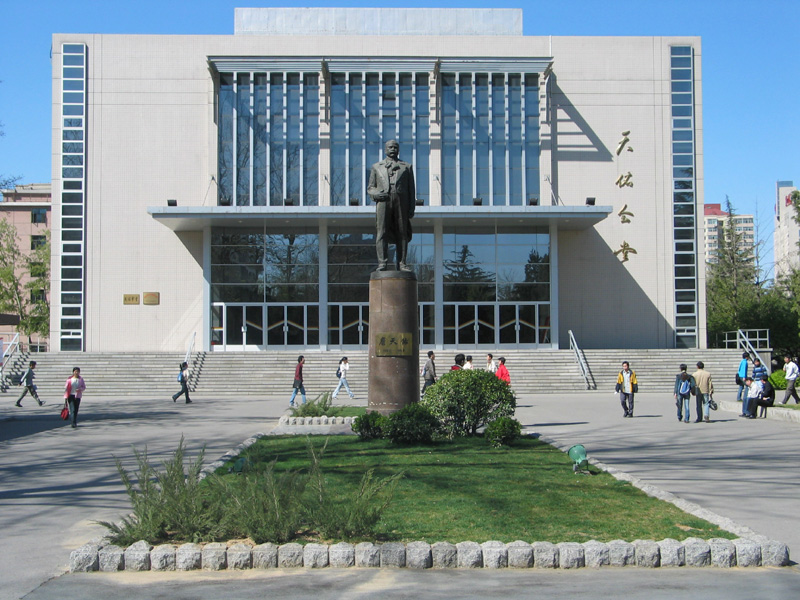
قاعة تيانيو
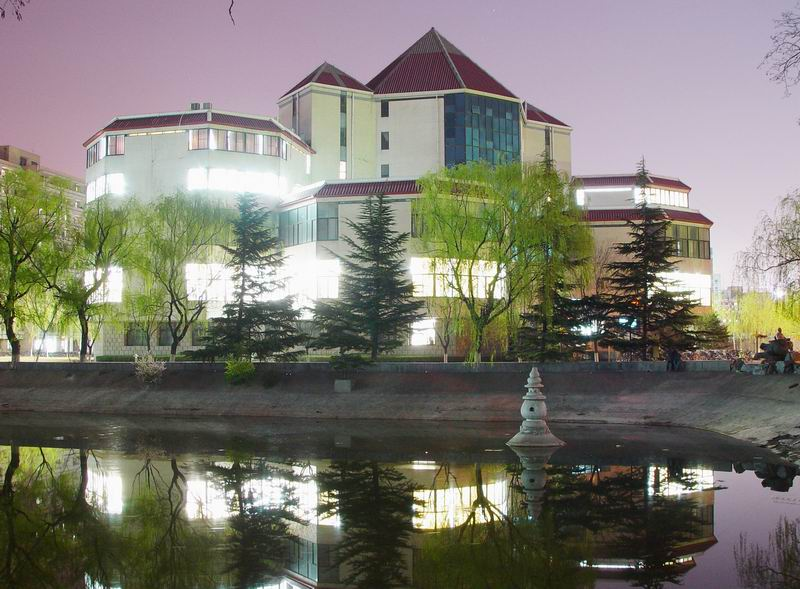
المكتبة بالليل
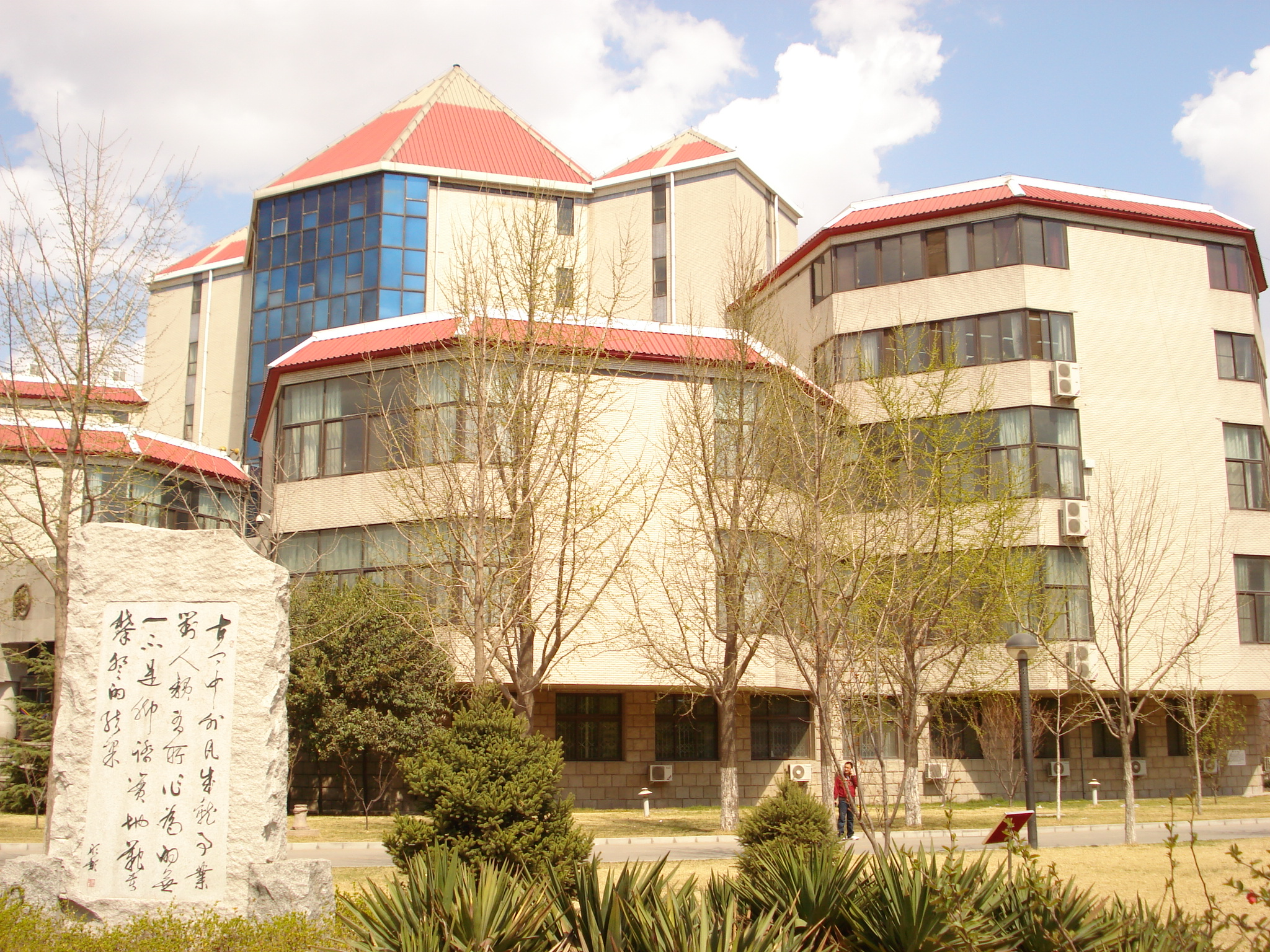
المكتبة بالنهار
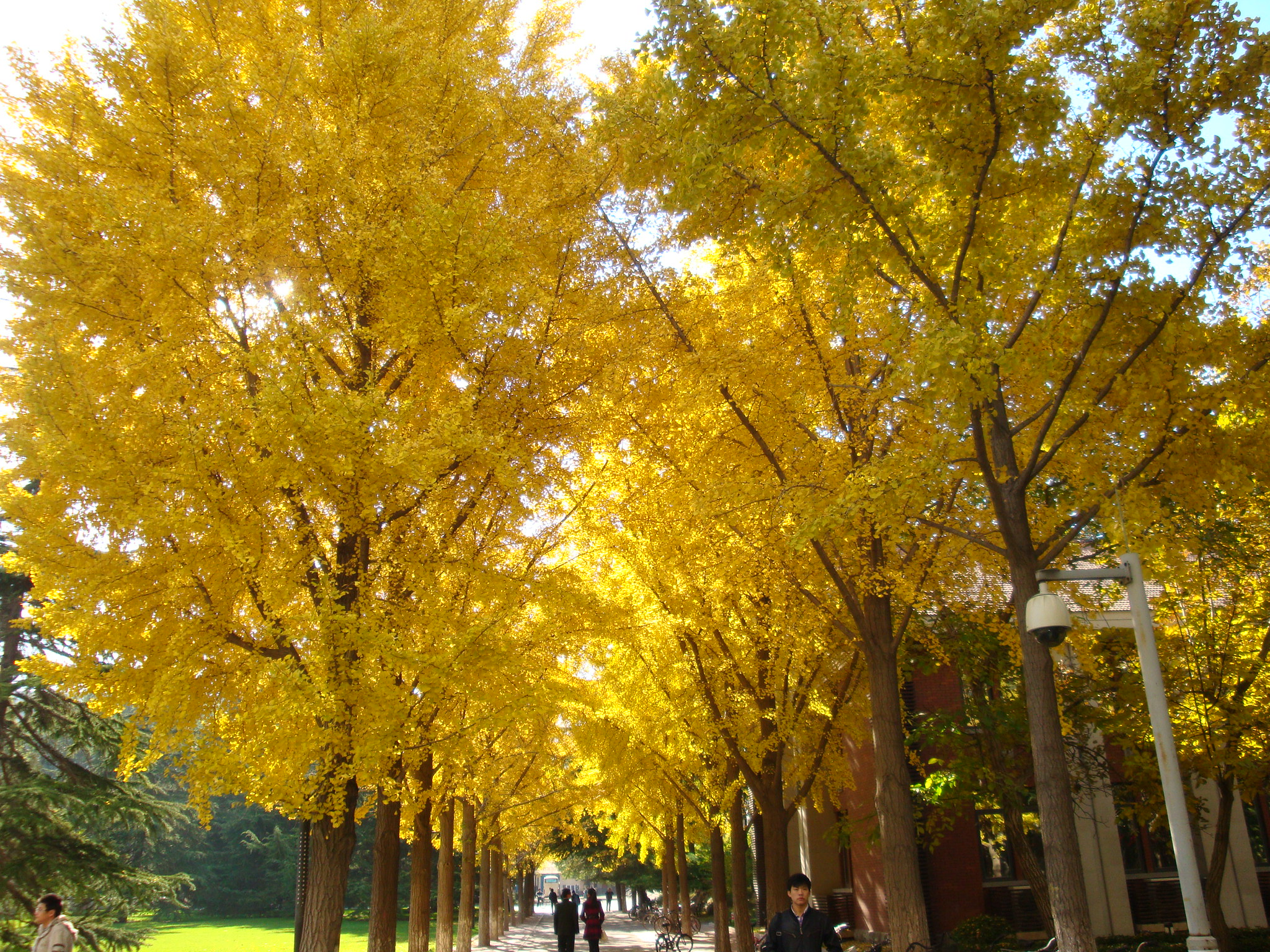
مشهد شجرة الجنكة الفريد
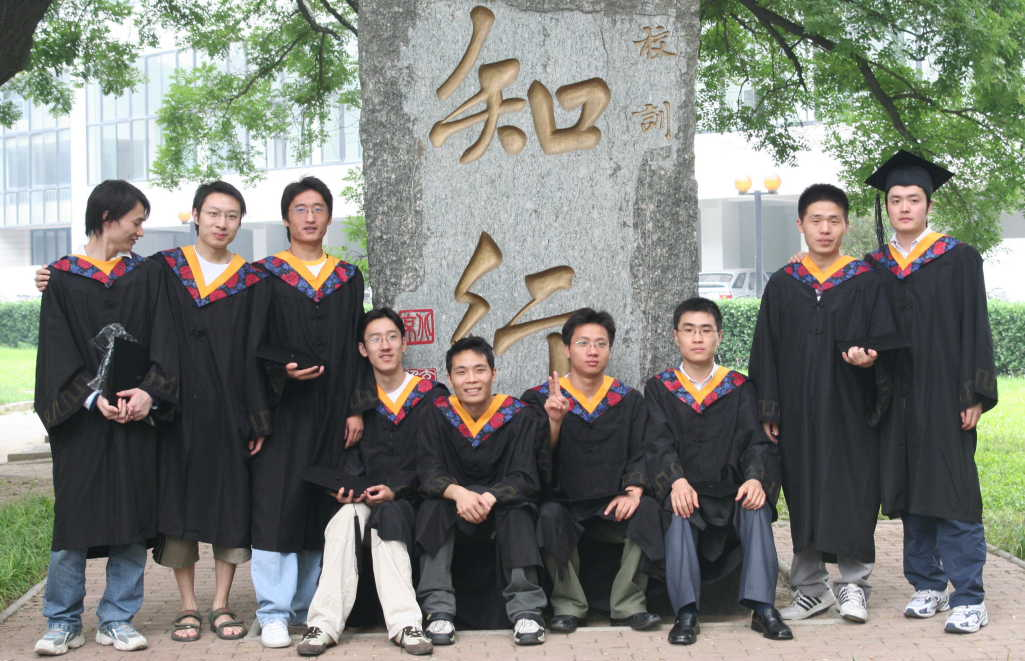
خريجوا جامعة بكين جياوتونغ، وراءهم شعار المدرسة "المعرفة والعمل"

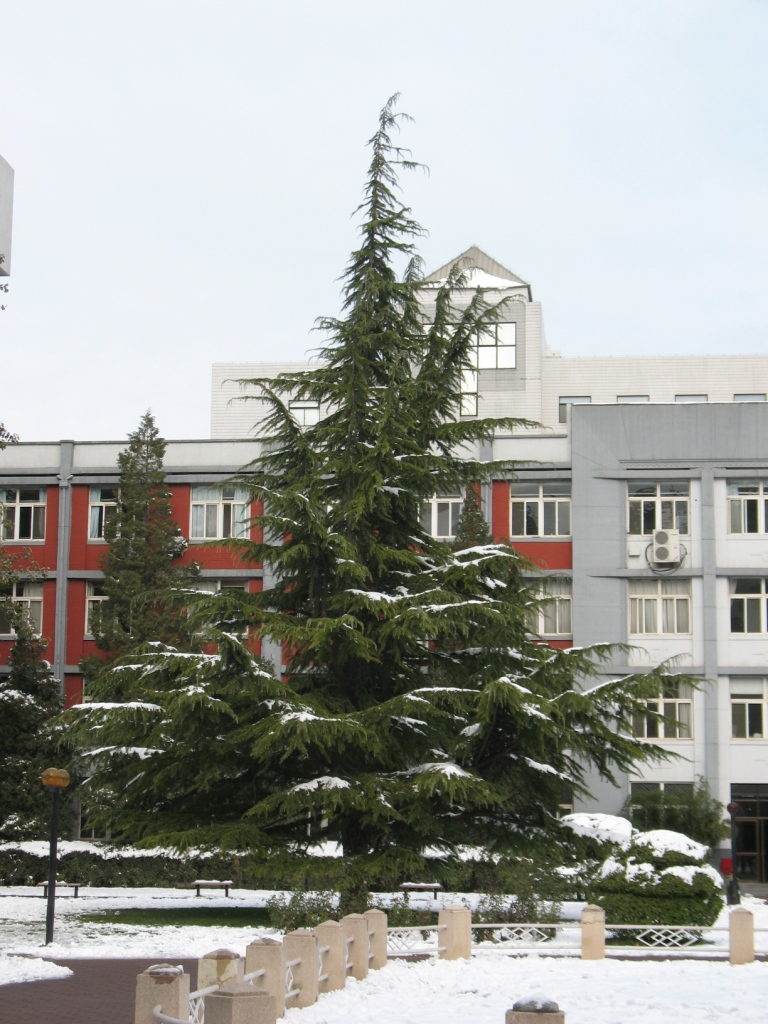
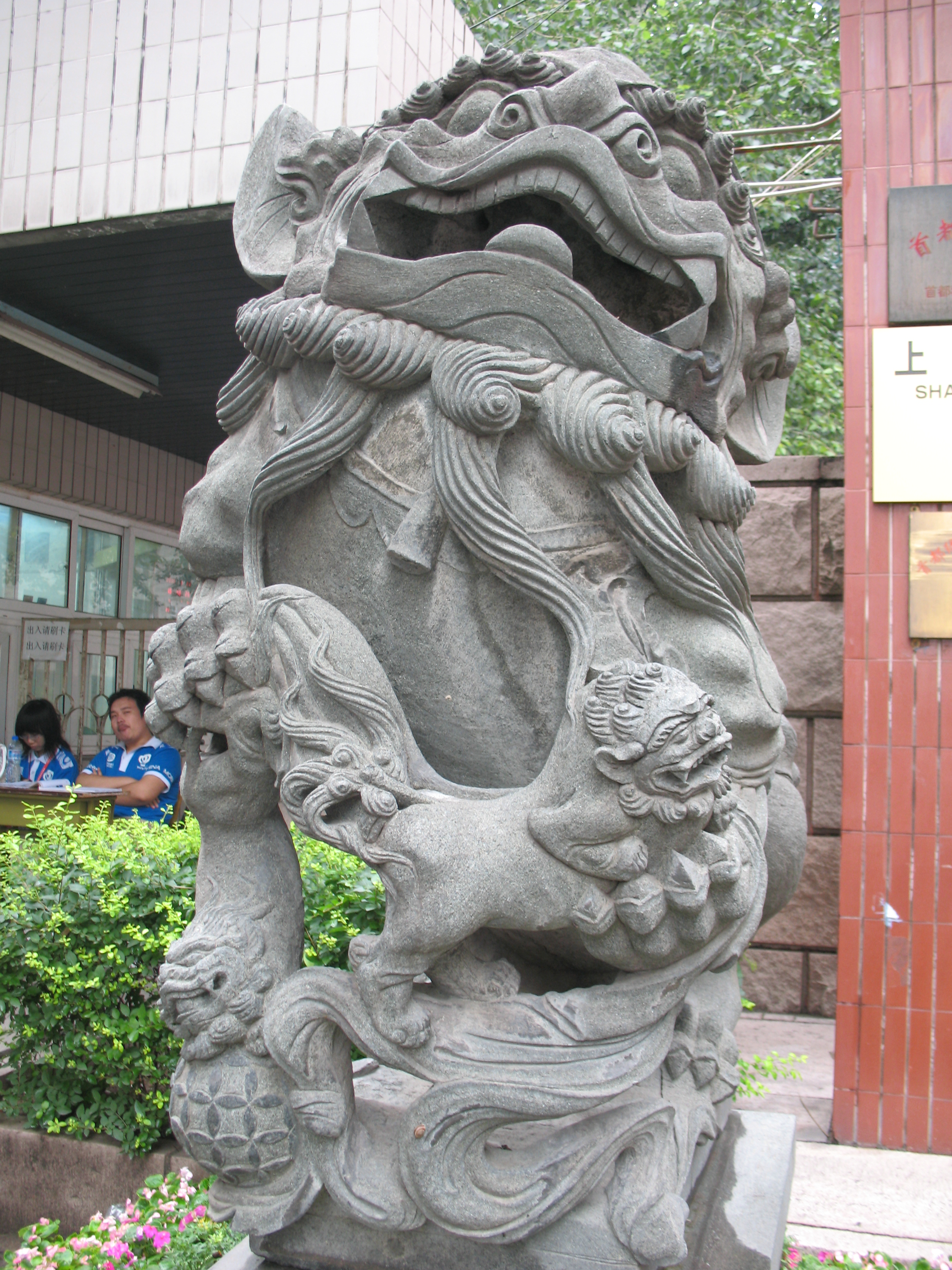
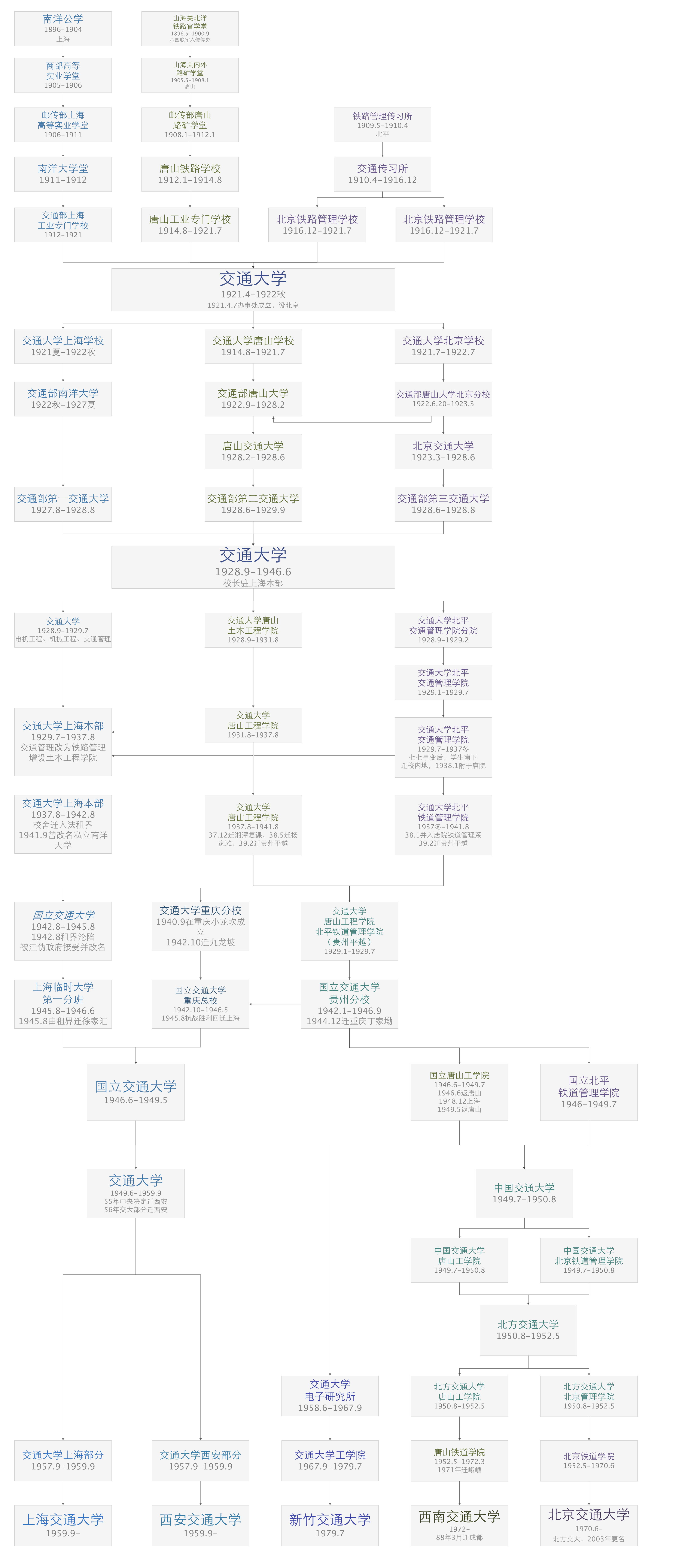
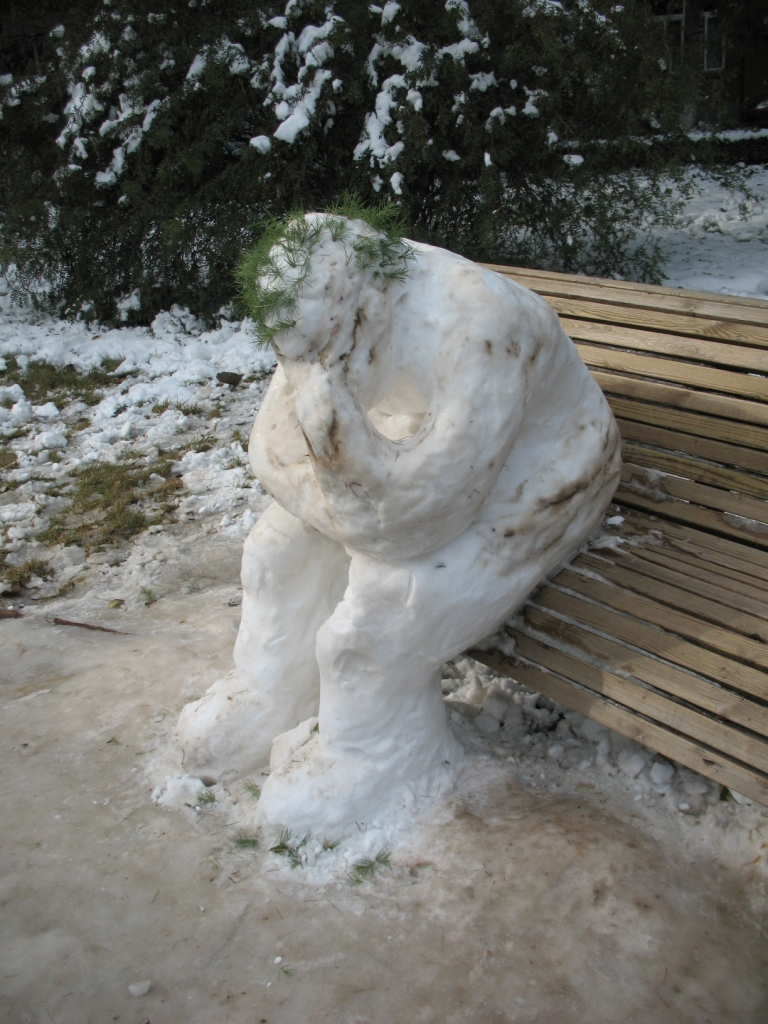
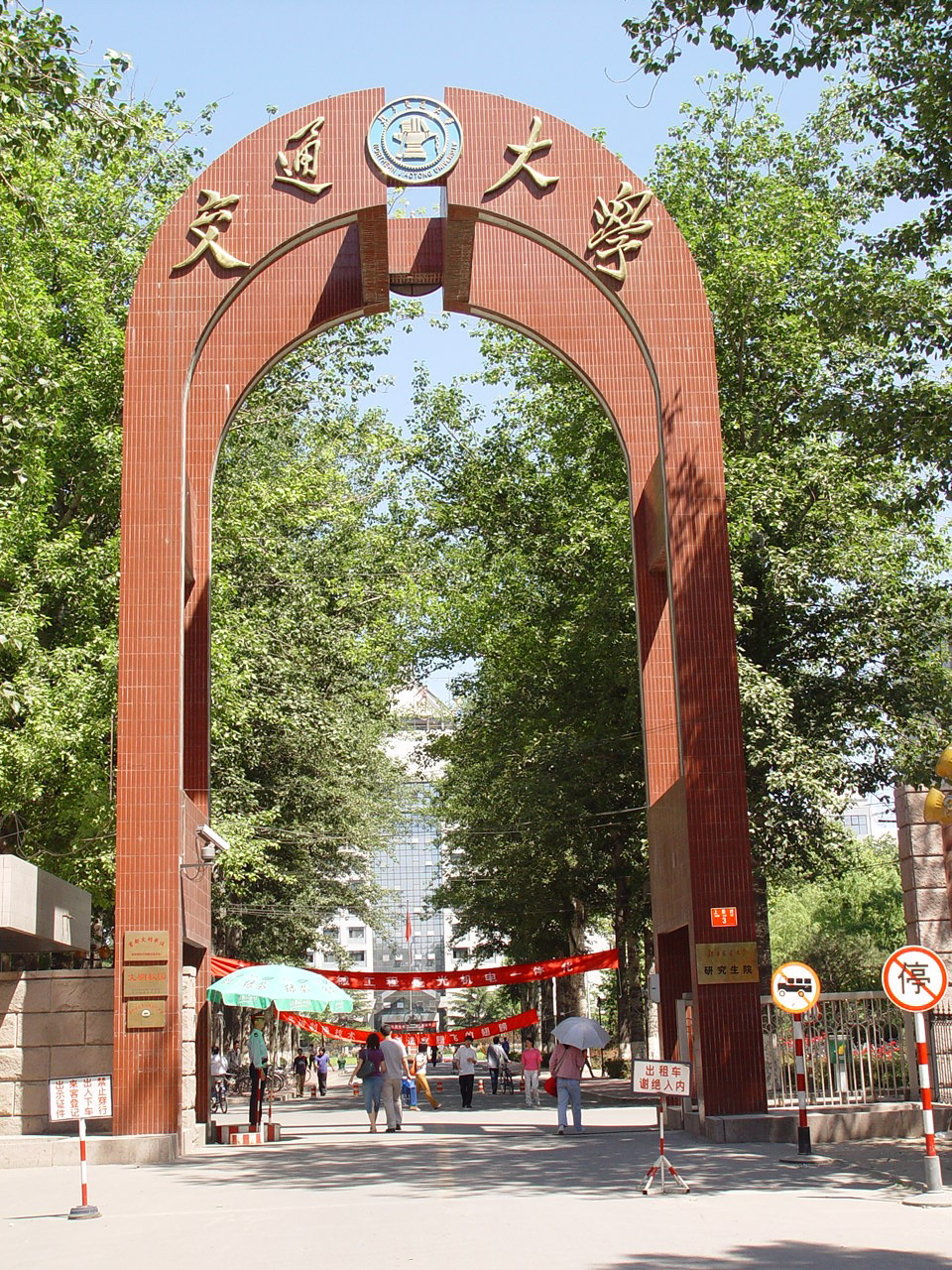
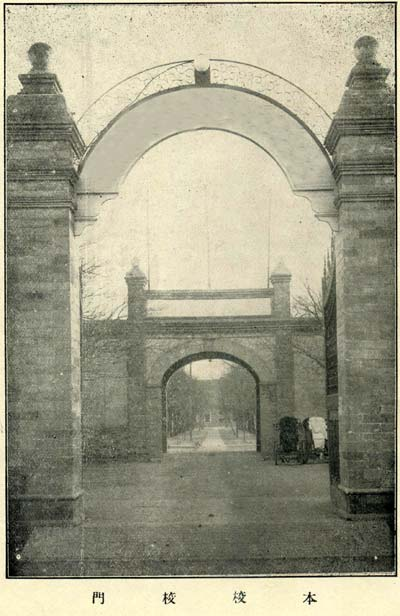
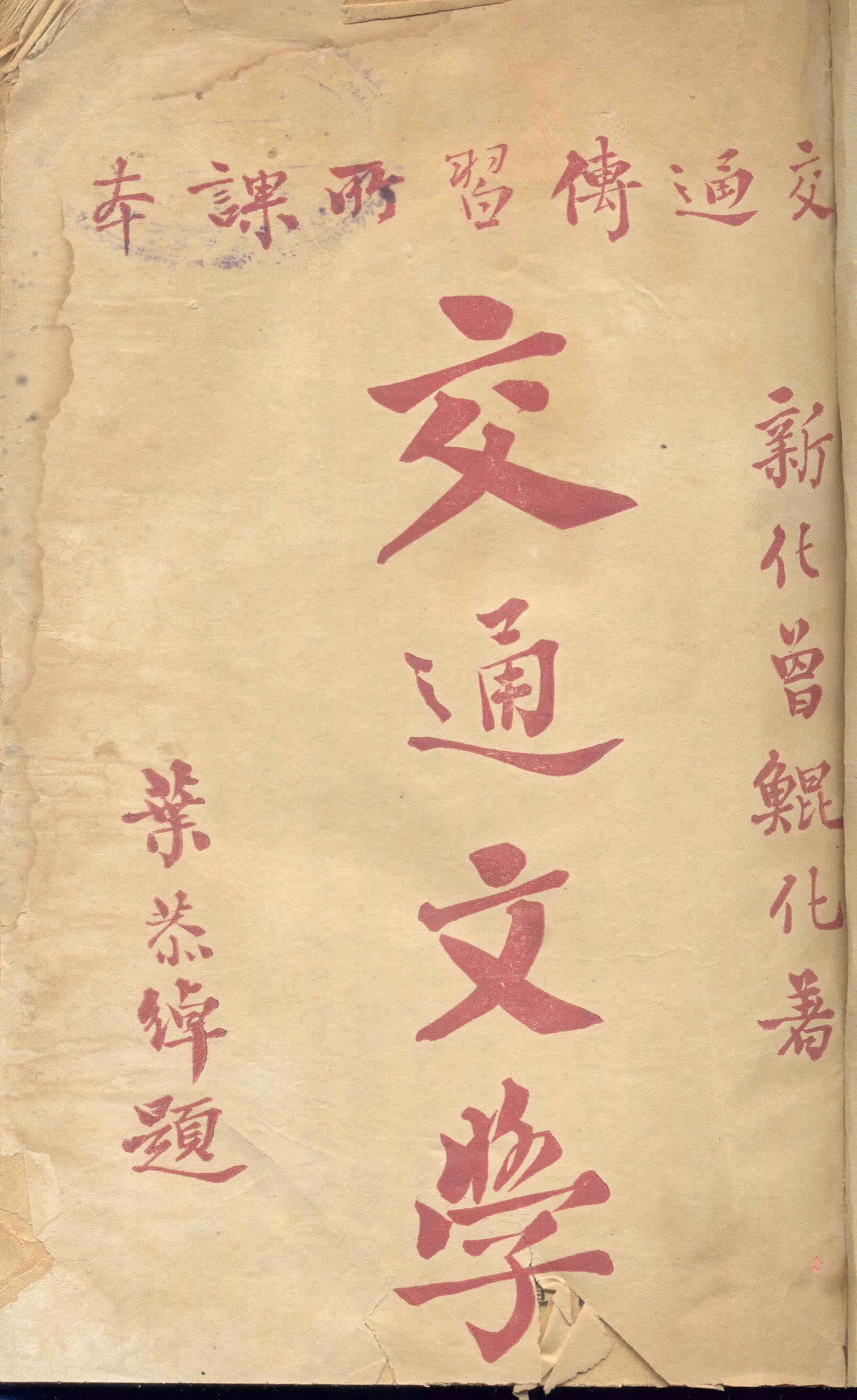
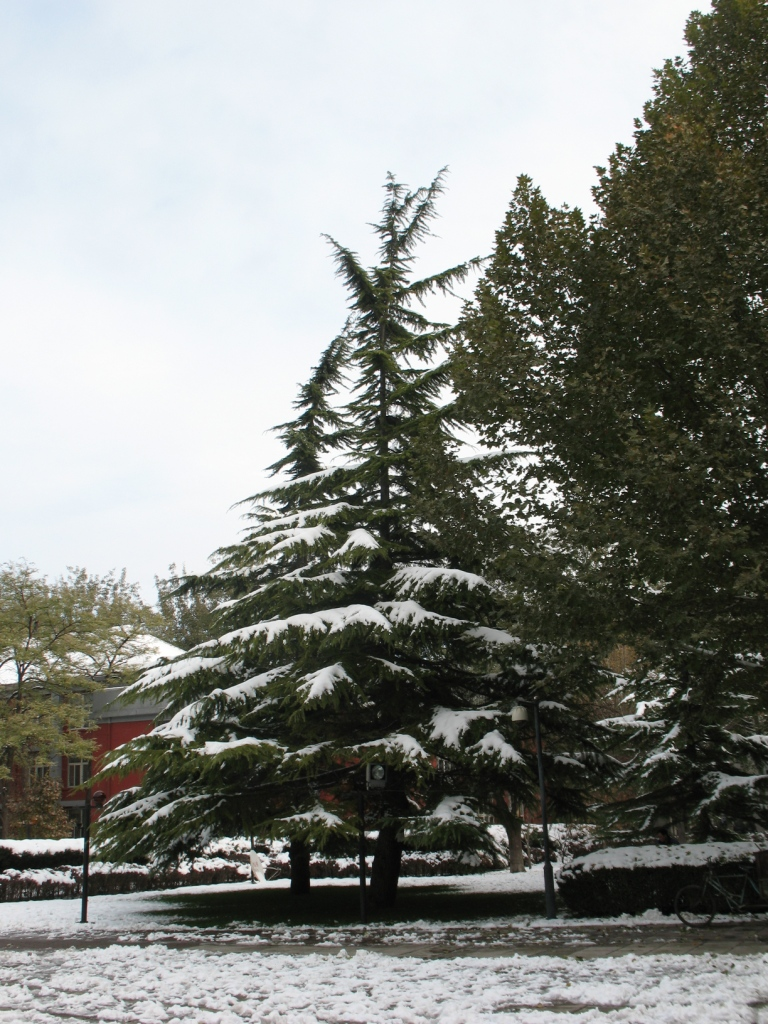

## روابط خارجية
- الموقع الرسمي
- الموقع الرسمي باللغة الصينية
- الموقع الرسمي لـ Studypath
- موقع JWC الرسمي

1. ↑   https://vademecum.uic.org/en/memberDetail/304. اطلع عليه بتاريخ 2019-07-18. {{استشهاد ويب}}: |url= بحاجة لعنوان (مساعدة) والوسيط |title= غير موجود أو فارغ (من ويكي بيانات) (مساعدة)
2. ↑  "教育部 财政部 国家发展改革委关于公布世界一流大学和一流学科建设高校及建设学科名单的通知 - 中华人民共和国教育部政府门户网站". www.moe.gov.cn. مؤرشف من الأصل في 2021-04-26. اطلع عليه بتاريخ 2021-12-16.
3. 1 2  Zhong guo jin dai jiao yu shi zi liao hui bian, Shi ye jiao yu shi fan jiao yu (ط. Di 2 ban). Shanghai: Shang hai jiao yu chu ban she. 2007. ISBN:978-7-5444-0791-5. OCLC:1159527434. مؤرشف من الأصل في 2021-12-16.
4. ↑  Zhongguo li shi da ci dian. Qing shi (ط. Di 1 ban). Shanghai: Shanghai ci shu chu ban she. 1992. ISBN:7-5326-0143-9. OCLC:28197923. مؤرشف من الأصل في 2021-12-17.
5. ↑  "管理电信开先河-《北京交通大学报》". bjtu.ihwrm.com. مؤرشف من الأصل في 2022-01-14. اطلع عليه بتاريخ 2021-12-16.
6. ↑  Zhong guo cheng shi gui dao jiao tong nian du bao gao. 2013. Bei jing: Bei jing jiao tong ta xue chu ban she. 2014. ISBN:978-7-5121-1989-5. OCLC:910808848. مؤرشف من الأصل في 2021-12-16.
7. 1 2  Xi nan jiao tong da xue xiao shi = The history of Southwest Jiaotong University (ط. Di 1 ban). Chengdu. 1996. ISBN:978-7-5643-4657-7. OCLC:988583334. مؤرشف من الأصل في 2020-05-23.{{استشهاد بكتاب}}:  صيانة الاستشهاد: مكان بدون ناشر (link)
8. ↑  Jiao tong da xue xi qian qin li zhe kou shu shi (ط. Di 1 ban). Xi'an Shi. 2016. ISBN:978-7-5605-8120-0. OCLC:985417435. مؤرشف من الأصل في 2021-12-17.{{استشهاد بكتاب}}:  صيانة الاستشهاد: مكان بدون ناشر (link)
9. ↑  Bai nian shu ren : Shanghai jiao tong da xue li ren xiao zhang zhuan lue (ط. Di 1 ban). Shanghai: Shanghai jiao tong da xue chu ban she. 1997. ISBN:7-313-01876-2. OCLC:39959523. مؤرشف من الأصل في 2021-12-17.
10. ↑  Muzi؛ 李沐紫. (2010). Da xue shi ji : jin dai Zhongguo de na xie da xue = Daxue shiji (ط. Di 1 ban). Jinan Shi: Jinan chu ban she. ISBN:978-7-5488-0000-2. OCLC:709835552. مؤرشف من الأصل في 2021-12-17.
11. ↑  http://campus.eol.cn/xin_zhi_2043/20120806/t20120806_822824.shtml نسخة محفوظة 2012-12-03 على موقع واي باك مشين.
12. 1 2  "人民网--404页面". www.people.cn. مؤرشف من الأصل في 2021-12-16. اطلع عليه بتاريخ 2021-12-16.
13. ↑  "北京交通大学学生田卿获伦敦奥运会羽毛球女子双打金牌". مؤرشف من الأصل في 2012-12-03. اطلع عليه بتاريخ 2013-05-08.
14. ↑  http://news.sports.cn/badminton/2011-11-22/2169278.html%5Bوصلة+مكسورة%5D
15. 1 2  "北京交通大学". www.bjtu.edu.cn. مؤرشف من الأصل في 2021-09-01. اطلع عليه بتاريخ 2021-12-16.
16. ↑  "2013年北京交通大学高招政策 近三年在京录取线--教育--人民网". web.archive.org. 14 مايو 2013. مؤرشف من الأصل في 2013-05-14. اطلع عليه بتاريخ 2021-12-16.{{استشهاد ويب}}:  صيانة الاستشهاد: BOT: original URL status unknown (link)
17. ↑  http://class.cuaa.net/paihang/news/news.jsp?information_id=134345 نسخة محفوظة 2021-07-23 على موقع واي باك مشين.
18. ↑  https://www.bjtu.edu.cn/docs/20171228160451783989.pdf نسخة محفوظة 2021-07-23 على موقع واي باك مشين.
19. ↑  http://zfxxgk.beijing.gov.cn/fgdyna.prinfodetail.prDynaDetailInfo.do?GM_T_CATALOG_INFO/CATA_INFO_ID=391895%5Bوصلة+مكسورة%5D
20. ↑  "进入中国" 项目: vip 节目نسخة محفوظة 2008-07-27 على موقع واي باك مشين.机器.
21. ↑  "Beijing Jiaotong University". Top Universities (بالإنجليزية). Archived from the original on 2021-08-24. Retrieved 2021-12-16.
22. ↑  中国城市轨道交通年度报告 2013. 北京：北京交通大学出版社. 2014.07. ص. 273. ISBN:978-7-5121-1989-5. {{استشهاد بكتاب}}: تحقق من التاريخ في: |سنة= (مساعدة)
23. ↑  "北京交通大学介绍". 2006年8月7日. مؤرشف من الأصل في 2014-02-21. اطلع عليه بتاريخ 2013-05-08. {{استشهاد بخبر}}: تحقق من التاريخ في: |تاريخ= (مساعدة)